# グイド・インベンス
グイド・インベンス（Guido Wilhelmus Imbens [ˈgiːdoʊ/ˈhiːdoʊ ˈɪmbəns], 1963年9月3日 - ）は、アメリカ合衆国の経済学者。スタンフォード大学大学院ビジネススクール教授。:2021年ヨシュア・アングリストとともにノーベル経済学賞受賞。
オランダ・北ブラバント州出身。エラスムス・ロッテルダム大学とハル大学で学び、渡米して1991年にブラウン大学から経済学の博士号を取得。その後、ハーバード大学、カリフォルニア大学ロサンゼルス校、カリフォルニア大学バークレー校で教鞭を執り、2012年から現職。

## 参照
- The Vita of Guido Wilhelmus Imbens
- Guido Imbens
- Guido W. Imbens